# コントラコスタ郡 (カリフォルニア州)

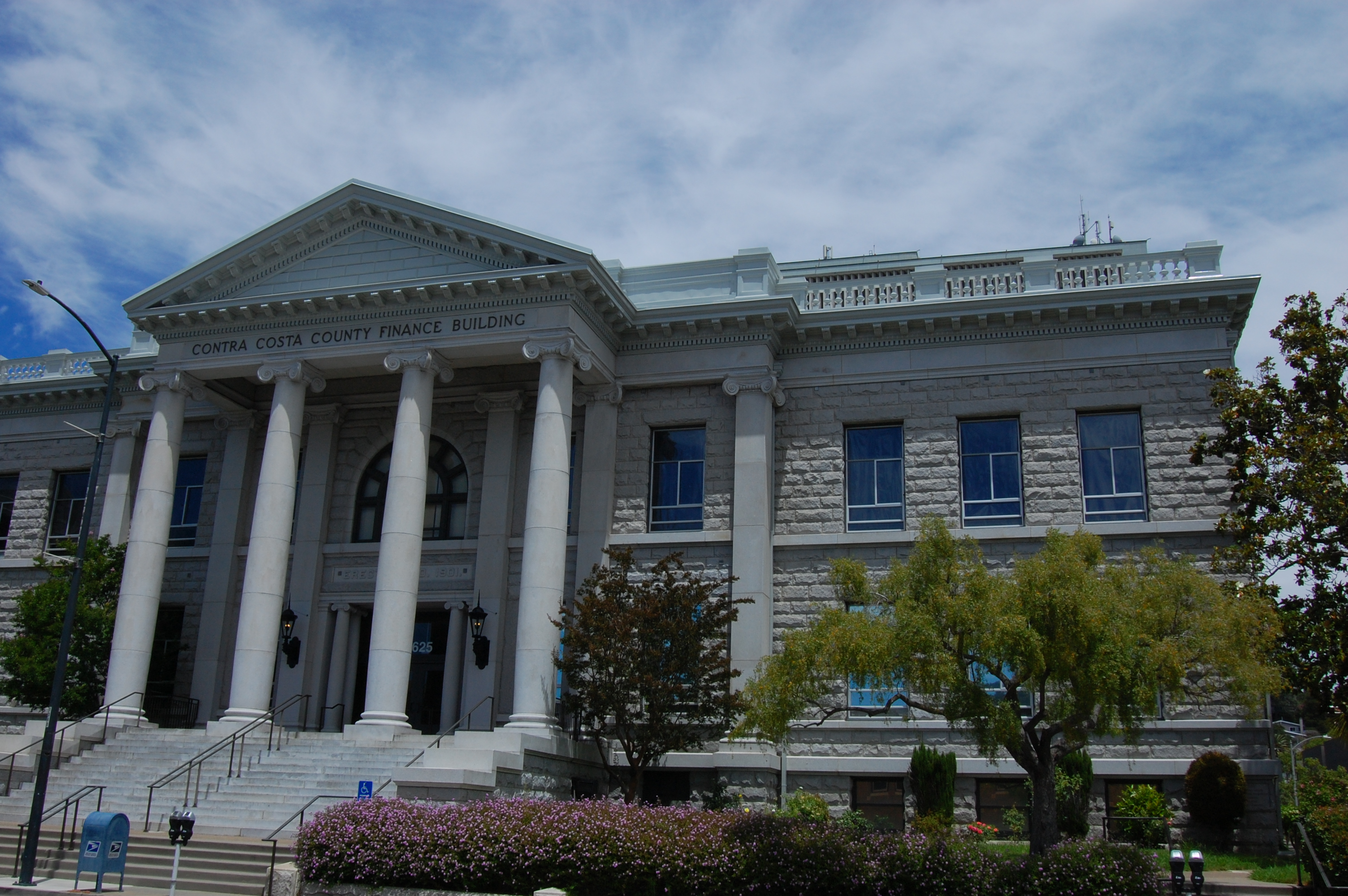
郡裁判所

コントラコスタ郡（Contra Costa County）は、アメリカ合衆国カリフォルニア州にある郡である。人口は116万5927人（2020年）。郡庁所在地は、マーティネズである。サンフランシスコ・ベイエリアにある。

## 歴史
コントラコスタ郡は、1850年にカリフォルニア州発足時の郡の一つとして設立された。

## 地理

カリフォルニア州内の位置

郡の中央にディアブロ山が聳える。オークランドがあるアラメダ郡が南に隣接している。北部にあるサスーン湾は東西に細長い水域で、ソラノ郡との境界になっている。
アメリカ合衆国統計局によると、この郡は総面積2,078 km2 (802 mi2) である。このうち1,865 km2 (720 mi2) が陸地で213 km2 (82 mi2) が水地域である。総面積の10.25%が水地域となっている。

## 人口動静

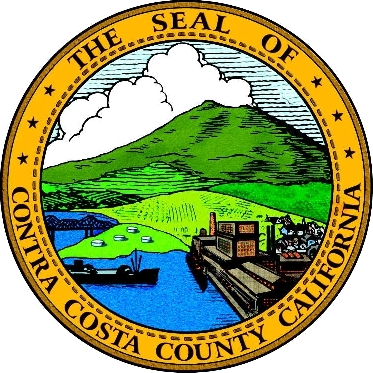
紋章（ディアブロ山とサスーン湾）

2000年アメリカ合衆国国勢調査で、この郡は人口948,816人、344,129世帯、及び242,266家族が暮らしている。人口密度は509/km2 (1,318/mi2) である。190/km2 (492/mi2) の平均的な密度に354,577軒の住居が建っている。この郡の人種的な構成は白人65.50%、アフリカン・アメリカン9.36%、ネイティブ・アメリカン0.61%、アジア人10.96%、太平洋諸島系0.37%、その他の人種8.06%、及び混血5.13%である。人口の17.68%はヒスパニックまたはラテン系である。
344,129世帯のうち、35.40%が18歳未満の子供と一緒に生活しており、54.50%は夫婦で生活している。11.50%は未婚の女性が世帯主であり、29.60%は家族以外の住人と同居している。22.90%は独身の居住者が住んでおり、8.00%は65歳以上で独居である。1世帯の平均人数は2.72人であり、家庭の場合は、3.23人である。
この郡内の住民は26.50%が18歳未満の未成年、18歳以上24歳以下が7.70%、25歳以上44歳以下が30.60%、45歳以上64歳以下が23.90%、及び65歳以上が11.30%にわたっている。中央値年齢は36歳である。女性100人ごとに対して男性は95.40人である。18歳以上の女性100人ごとに対して男性は92.20人である。
この郡の世帯ごとの平均的な収入は63,675米ドルであり、家族ごとの平均的な収入は73,039米ドルである。男性は52,670米ドルに対して女性は38,630米ドルの平均的な収入がある。この郡の一人当たりの収入 (per capita income) は30,615米ドルである。人口の7.60%及び家族の5.40%は貧困線以下である。全人口のうち18歳未満の9.80%及び65歳以上の6.00%は貧困線以下の生活を送っている。

## 都市及び町

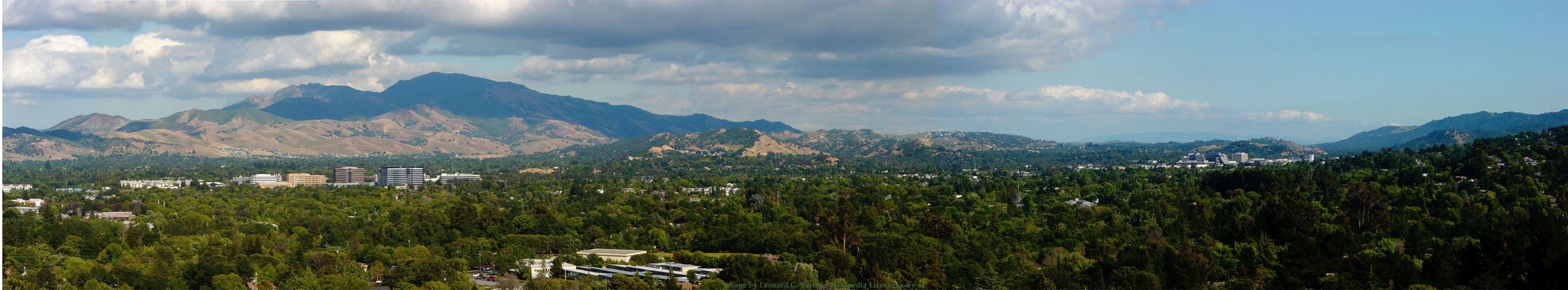
ディアブロ山とコンコード、プレザントヒル

| 市 - コンコード - リッチモンド - アンティオック - サンラモン - ピッツバーグ - ウォールナットクリーク - ブレントウード - オークレー - マーティネズ（郡庁所在地） - プレザントヒル - サンパブロ - ハーキュリーズ - エルサリート - ラファイエット - オリンダ - ピノール - クレイトン | 町 - ダンビル - モラガ CDP - ベイポイント - エルソブランテ - ディスカバリーベイ - アラモ - ロデオ - ブラックホーク |

## 対外関係

### 姉妹都市･提携都市
姉妹都市
- 台中市（中華民国 直轄市）
1983年3月31日 姉妹都市提携